# 朗根堡
朗根堡（德語：Langenburg，發音：[ˈlaŋənˌbʊʁk] ⓘ）是德国巴登-符腾堡州斯图加特行政区施瓦本哈尔县的城市，面积31.4平方千米，2023年12月31日人口为1,886人。